# رادوویتسه (استان اوپوله)
رادوویتسه (به لهستانی: Radowice) یک منطقهٔ مسکونی در لهستان است که در گمینا پاکوسواویتسه واقع شده‌است.